# Wechingen
Wechingen település Németországban, azon belül Bajorországban. Lakosainak száma 1453 fő (2023. december 31.). Wechingen Munningen és Wemding községekkel határos.

## Népesség
A település népessége az elmúlt években az alábbi módon változott:
| Lakosok száma | 568  | 836  | 683  | 1317 | 1399 | 1411 | 1475 | 1419 | 1443 | 1453 |
|               | 1875 | 1950 | 1975 | 1987 | 2012 | 2014 | 2016 | 2017 | 2021 | 2023 |